# فرانسوا مارتن
فرانسوا مارتن (بالفرنسية: François Martin)‏ هو سياسي فرنسي، ولد في 1634، وتوفي في 31 ديسمبر 1706.